# Barskon
Barskon, Barskoon o Barskaun, antica Barsgan, Barskhan o Barsqan (in russo Барскон?, Barskon; in kirghiso Барскоон?) è un piccolo insediamento sulla costa meridionale del lago Ysyk-Köl, nella regione di Ysyk-Köl del Kirghizistan. Si trova sulla A363 tra Bokonbaevskoe ad ovest e Kyzyl-Suu ad est.

## Nome
Secondo il suo testamento Pand nāma, Saboktagin faceva parte della tribù (o luogo) di Barskhan e secondo introduzione di Clifford Edmund Bosworth al libro, la tribù era "chiamata così perché in tempi antichi uno dei re di Persia si era insediato in Turkestan divenendovi re. Fu chiamato Pārsi-khwān, ovvero un letterato in persiano, poi contratto in Barskhan".

## Geografia fisica
Barskon è un villaggio sulla bocca della valle del Barskon - che comprende un'imponente cascata ed è un buon posto per escursionismo ed equitazione. Poco ad ovest si trova il villaggio di Tamga-Tash, che prende il nome da una roccia ('tash') con un'iscrizione buddhista datata tra il III e l'VIII secolo, che i locali interpretano come Tamga.

## Storia
In antichità le carovane partivano da qui, l'antica Barsqan, verso est e sud, in Cina ed India, e le rovine di un caravanserraglio sono ancora evidenti. Lo studioso dell'XI secolo Mahmud Kashgari (noto anche come Barskhani) era nato qui. È meglio noto come l'autore del primo dizionario comparativo delle lingue turche, scritto mentre viveva a Baghdad nel 1072-1074. La sua mappa del mondo allora conosciuto pone Barskon al centro del mondo. La sua tomba si trova a sud di Kashgar, sulla strada per il Pakistan. La città attuale nacque come postazione militare.

## Attrazioni
La strada che si dirige a sud da Barskon, e che passa nella valle del Barskon (A364), fu una delle prime strade che componevano la via della seta, superando il passo Bedel (4284 metri) e sbucando in Cina (la porzione tra Kara-Say ed il passo Bedel è ora chiusa). Ora è la principale strada che conduce alla miniera d'oro di Kumtor.
Nella primavera del 1998 un camion che trasportava cianuro usato nella raffinazione dell'oro fu coinvolto in un incidente. Uscì di strada finendo in un fiume, inquinando le acque e decimando l'industria del turismo fiorita attorno al lago Ysyk-Köl.
Vi sono due luoghi interessanti lungo la strada; un camion sovietico montato su un plinto ed un busto di Yuri Gagarin, che soggiornò sulla costa meridionale dell'Ysyk-Köl dopo il suo famoso viaggio spaziale.
Nelle montagne orientali si trova una regione nota come Sytyr, un "deserto alpino freddo". La A364, una delle poche strade che attraversano le montagne nel sud della regione di Ysyk-Köl, percorre tutta la valle verso sud, attraversando i passi di Barskoon e Söok fino a Kara-Say nella valle del Naryn, per poi proseguire a est-nord-est fino a Ak-Shyrak. Barskon è la sede dello Shepherd's Way Trekking.